# Crossogaster triformis
Crossogaster triformis är en stekelart som beskrevs av Mayr 1885. Crossogaster triformis ingår i släktet Crossogaster och familjen fikonsteklar. Inga underarter finns listade i Catalogue of Life.